# Liste des évêques et archevêques de Cracovie

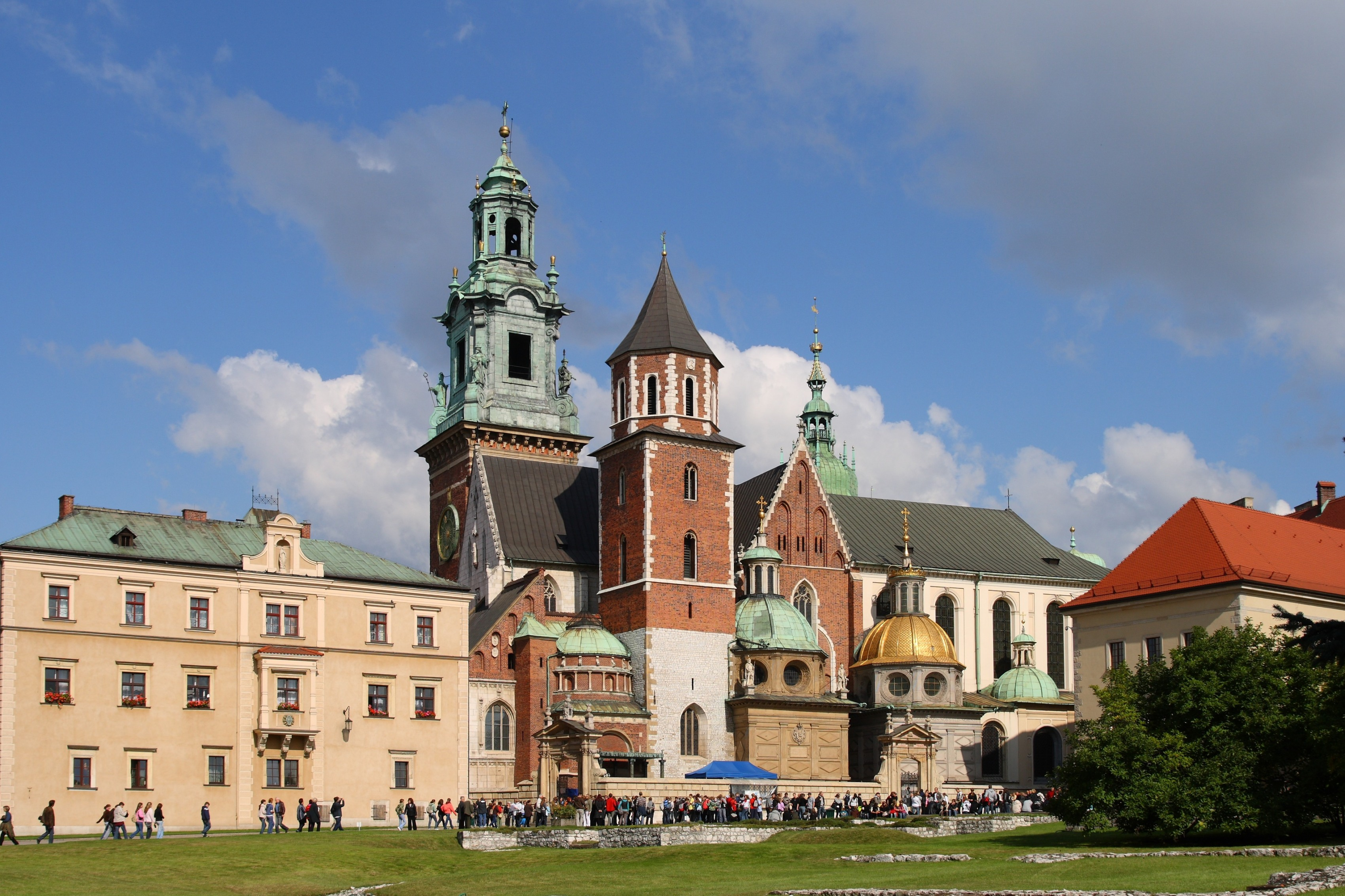
La cathédrale du Wawel.

Le diocèse de Cracovie est fondé en 1000 par le pape Sylvestre II. Il est alors le deuxième centre religieux de Pologne après le siège métropolitain de Gniezno auquel le diocèse de Cracovie est subordonné jusqu'en 1807. Au XIe siècle, Cracovie devient la capitale royale de Pologne et les titulaires de son diocèse jouent un rôle de premier plan dans l'histoire politique du pays. 
Son siège est la cathédrale du Wawel.
En raison des partitions de la Pologne et sa disparition en tant qu'État souverain, le diocèse a subi de nombreuses divisions. Il fut subordonné successivement : 
- au siège métropolitain de Lwów (1807-1818)
- au siège métropolitain de Varsovie (1818-1880)
- au Saint-Siège (1880–1925)

En 1925, le diocèse de Cracovie est élevé au rang d'archidiocèse. 
À partir de 1200, la date à partir de laquelle on dispose des sources historiques précises sur les 64 évêques qui se sont succédé au diocèse puis à l'archidiocèse de Cracovie, 33 viennent du diocèse de Cracovie, et 31 de l'extérieur. Dans ce groupe des évêques non-cracoviens, 14 sont originaires de la Grande-Pologne, dont l'archevêque métropolitain de Cracovie depuis 2017 Marek Jędraszewski.

## Évêques de Cracovie
- vers 973-986 (?) : Prochor (de)
- 986-995 (?) : Prokulf
- 1000-1014 (?) : Poppon (de)
- 1014 (?) – 1023/1030 (?) : Lambert
- 1023/1030 (?) – vers 1032 : Gompon
- vers 1032 – vers 1046 : Rachelin (en)
- vers 1046-1059 : Aaron

- 1061-1071 : Lambert II Suła (en)

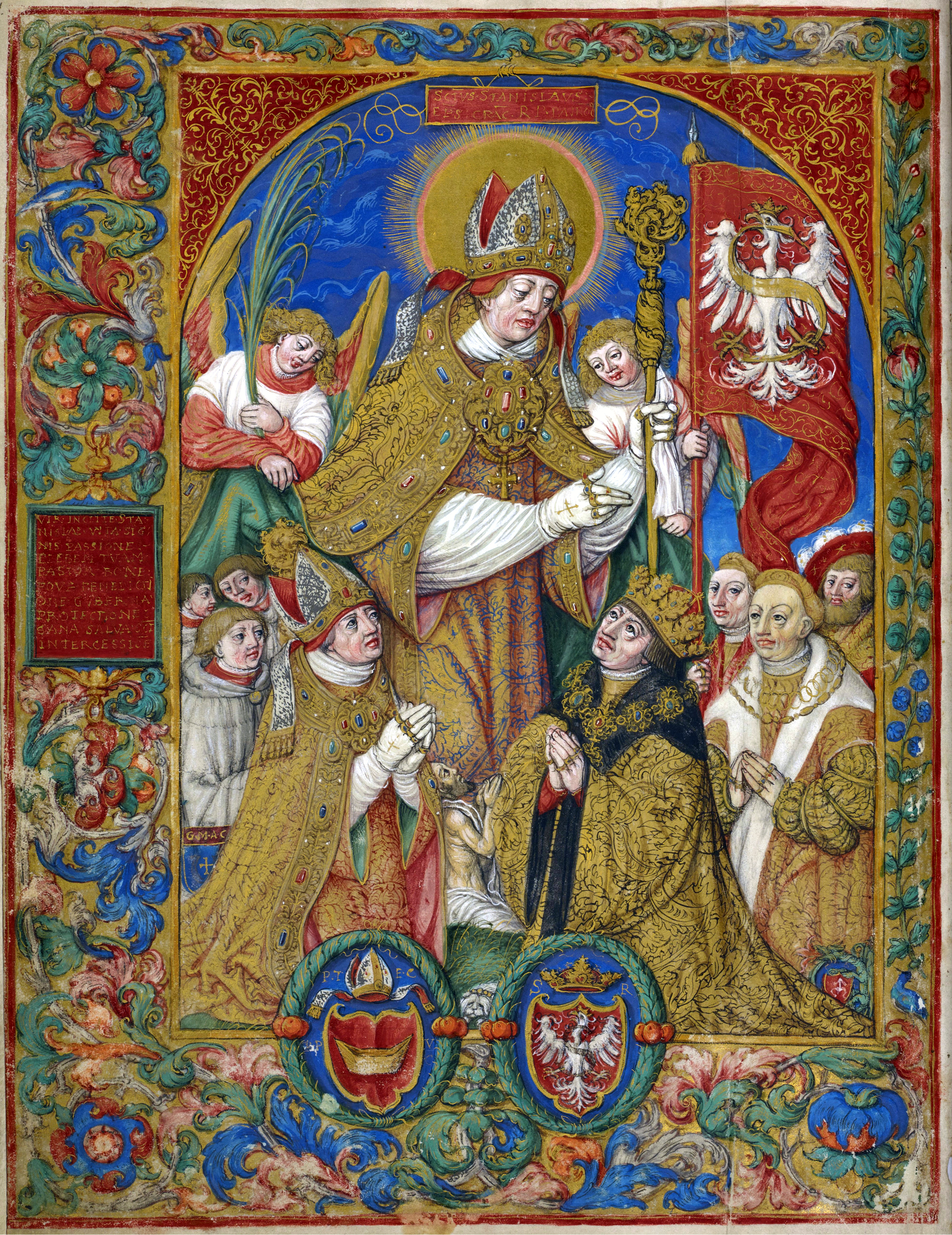
Stanisław de Szczepanów, le saint patron de l'archidiocèse de Cracovie.

- 1072–1079 : Stanisław de Szczepanów

- vers 1082 – vers 1100 : Lambert III
- 1101 – vers 1103 : Czasław
- vers 1103 – vers 1109 : Baudouin de Cracovie
- 1110–1118 : Maurus
- 1118 – vers 1141 : Radost
- vers 1141-1143 : Robert
- vers 1143 – vers 1165 : Mateusz
- vers 1166 – vers 1185 : Gedko (pl)
- vers 1185-1207 : Pełka Lis
- 1208-1218 : Wincenty Kadłubek
- 1218-1229 : Iwo Odrowąż
- 1229-1242 : Wisław de Kościelec
- 1242-1266 : Jan Prandota (en)
- 1266-1292 : Paweł de Przemankowo
- 1292-1294 : Prokop
- 1294-1320 : Jan Muskata
- 1320-1326 : Jan Kołda dit Nanker
- 1326-1347 : Jean Grot (pl)
- 1347-1348 : Piotr de Falkowo
- 1348-1366 : Bodzęta
- 1367-1380 : Florian Mokrski
- 1380-1382 : Zawisza de Kurozwęki
- 1382-1392 : Jan Radlica
- 1392-1412 : Piotr Wysz
- 1412-1423 : Wojciech Jastrzębiec Zbigniew Oleśnicki devient le premier cardinal polonais en 1439.
- 1423-1455 : Zbigniew Oleśnicki
- 1455-1460 : Tomasz Strzępiński
- 1461-1463 : Jakub de Sienno (en)
- 1463-1464 : Jan Gruszczyński (pl)
- 1464-1471 : Jan Lutek

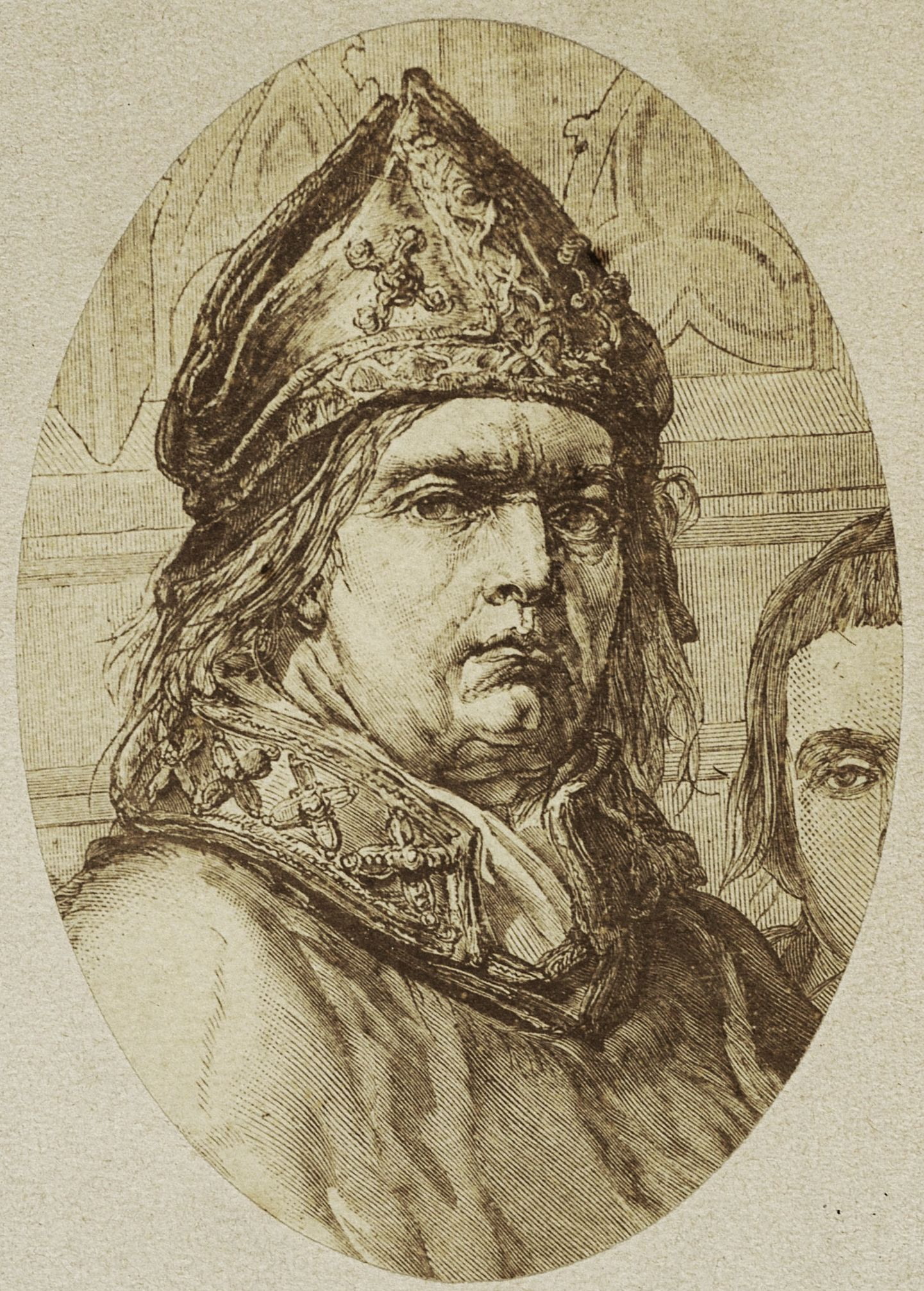
Zbigniew Oleśnicki devient le premier cardinal polonais en 1439.

- 1471-1488 : Jan Rzeszowski de la maison Rzeszowski
- 1488-1503 : Fryderyk Jagiellończyk
- 1503-1524 : Jan Konarski (pl)
- 1524-1535 : Piotr Tomicki
- 1536-1537 : Jan Latalski (pl)
- 1537-1538 : Jan Chojeński
- 1538-1545 : Piotr Gamrat
- 1546-1550 : Samuel Maciejowski (en)
- 1551-1560 : Andrzej Zebrzydowski
- 1560-1572 : Filip Padniewski
- 1572-1577 : Franciszek Krasiński
- 1577-1591 : Piotr Myszkowski (en)
- 1591-1600 : Jerzy Radziwiłł
- 1600-1605 : Bernard Maciejowski
- 1607-1616 : Piotr Tylicki
- 1616-1630 : Marcin Szyszkowski
- 1630-1631 : Andrzej Lipski
- 1632-1633 : Jan Olbracht Waza
- 1635-1642 : Jakub Zadzik (en)
- 1642-1657 : Piotr Gembicki
- 1658-1679 : Andrzej Trzebicki
- 1681-1699 : Jan Małachowski
- 1700 : Stanisław Dąmbski (en)
- 1701-1702 : Jerzy Denhoff
- 1710-1719 : Kazimierz Łubieński
- 1720-1732 : Felicjan Szeniawski
- 1732-1746 : Jan Aleksander Lipski
- 1746-1758 : Andrzej Stanisław Załuski (en)

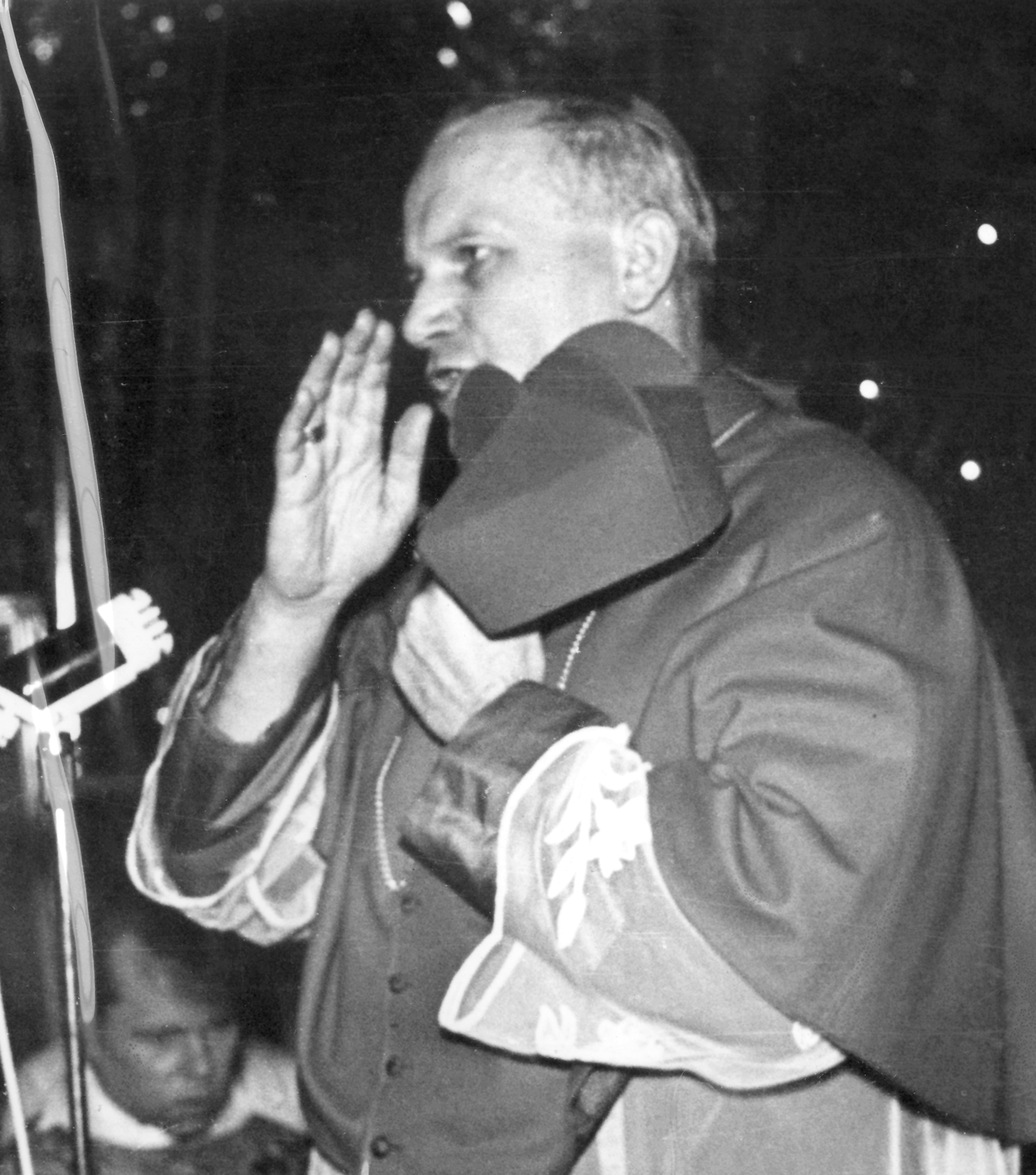
L'archevêque de Cracovie Karol Wojtyła est élu pape en 1978 et prend le nom de Jean-Paul II.

- 1759-1788 : Kajetan Sołtyk
- 1790-1800 : Feliks Turski (en)
- 1805-1813 : Andrzej Gawroński
- 1815-1829 : Jan Paweł Woronicz (pl)
- 1830-1851 : Karol Skórkowski (pl)
- 1879-1894 : Albin Dunajewski
- 1895-1911 : Jan Puzyna

- 1911-1925 : Adam Stefan Sapieha

## Archevêques métropolitains de Cracovie
- 1925-1951 : Adam Stefan Sapieha
  - 1951-1962 : Eugeniusz Baziak, administrateur apostolique
- 1964-1978 : Karol Wojtyła, élu pape en 1978 sous le nom de Jean-Paul II
- 1978-2005 : Franciszek Macharski
- 2005-2016 : Stanisław Dziwisz
- depuis 2016 : Marek Jędraszewski

## Source
- (en) Liste des évêques de Cracovie, Catholic-Hierarchy